# Zathureczky Gyula
Zathureczky Gyula Albert (Őszény, 1907. július 5. – München, 1987. június 6.) író, újságíró.

## Élete
Szülei   Zathureczky Károly és Ottlik Bianka, mindketten neves erdélyi családból származtak. A szülők házasságkötése ugyanott volt 1906 augusztus 30-án, így ő első gyermek. Keresztelését és a szülők házasságkötését nem kisebb személy vezette, mint Szabolcska Mihály, a költő. 
Első felesége Annemarie Prott (1911-1944), ő volt Zathureczky egyetlen gyermekének anyja: Zathureczky Mikós (1935-1944). Mindketten életüket vesztették Nagyváradon 1944 szeptember 6-án egy Magyarország ellen indított angolszász légicsapásban. A család ebben az időben Hegyközkovácsiban élt, mindkettőjüket ott temették el. Zathureczky szovjet hadifogságba került de onnan sikerült megszöknie. Második feleségével Németországban ismerkedett meg; 1948-ban házasodtak össze. Merecey Kapri Valéria egy zeneszerzőnek, Visky Jánosnak volt elvált felesége, erdélyi származású újságíró volt, haláláig együtt élt Zathureczkyvel. Feleségével közösen találmányi bejelentést is tett, a mosógépek hatékonyságának növelése érdekében. 
Egyetemi tanulmányait a Debreceni Egyetem jogi karán végezte el.
Karrierje budapesti újságoknál (Tiszántúli Hírlap, 1927) indult. 1928-ban a Magyar Távirati Iroda munkatársa lett. 1938-ban a fővárosi Függetlenséghez került. 1940-től riporter Berlinben és a Pester Lloyd munkatársa volt. 1941–1944 között a kolozsvári  Ellenzék című lap felelős szerkesztője volt. 1944 nyarán az Esti Magyarország című lap munkatársa volt. Rövid ideig az Erdélyi Magyar Újságírószövetség tagja volt. A második világháború alatti „fasiszta” tevékenységére hivatkozva 1946. április 15-én a kolozsvári népbíróság távollétében 20 év börtönre ítélte.
 1948-ban szabadult ki a hadifogságból, ekkor Ausztriában, majd Nyugat-Németországban élt, ahol  Dél-Európa irodalmával foglalkozott. 1979-től haláláig a Hadak útján című lap szerkesztője volt. Műveit a Nemzetőr, a Kanadai Magyarság, az Új Európa, a Politische Studien és a Sudeten Bulletin közölte. Tevékenysége ebben az időben az erdélyi magyarság életének jobbítására irányult. Egyik ilyen alapelve a még az első világháború idején megfogalmazott wilsoni alapelv volt a népek önrendelkezésére vonatkozóan, valamint Erdélynek Svájchoz hasonló önrendelkezésének szorgalmazása. Münchenben halt meg 1978-ban. 

## Művei
- Erdély, amióta másként hívják (1939)
- Az úton végig kell menni (emlékezések, 1954; németül: Du musst den Weg zu Ende gehen, Zürich 1963)
- Elszakított magyarság (társszerző, 1956)
- Der Volksaufstand in Ungarn (Köln 1957)
- Mit den Augen eines Protestanten (esszé, 1962)
- Die siebenbürgische Frage (tanulmány, Kovách Aladárral, 1965)
- Transylvania, Citadel of the West (tanulmány, 1965)